# Nils Moëll
Nils Moëll, född 1680 i Möklinta socken, död 31 juli 1723 i Vadstena, han var en svensk kyrkoherde i Vadstena församling.

## Biografi
Moëll föddes 1680 i Möklinta socken. Han var son till kyrkoherden Jacobus Nicolai Moklinius och Clara Elvius. Moëll blev student vif Uppsala universitet 1700. 1704 prästvigdes han. Moëll blev 1709 huspredikant hos guvernören Carl Gyllenstierna. 1711 blev han hovpredikant och prinsessan Ulrika Eleonora. Moëll blev 22 maj 1712 kyrkoherde i Vadstena församling. 1713 blev han kontraktsprost i Aska och Dals kontrakt. Moëll avled 31 juli 1723 i Vadstena. Han begravdes 2 augusti i Vadstena klosterkyrka.

### Familj
Moëll gifte sig 1713 med Maria Doræus (1686-1733), dotter till kyrkoherden Johannes Doræus och Maria Bark i Jäder. De fick tillsammans barnen Carl Jacob Moëll (1714–1714), Nehemias Moëll (1715-1717), Johan Moëll (född 1718) och Nicolaus Moëll (1720-1768).